# 퐁 (음식)

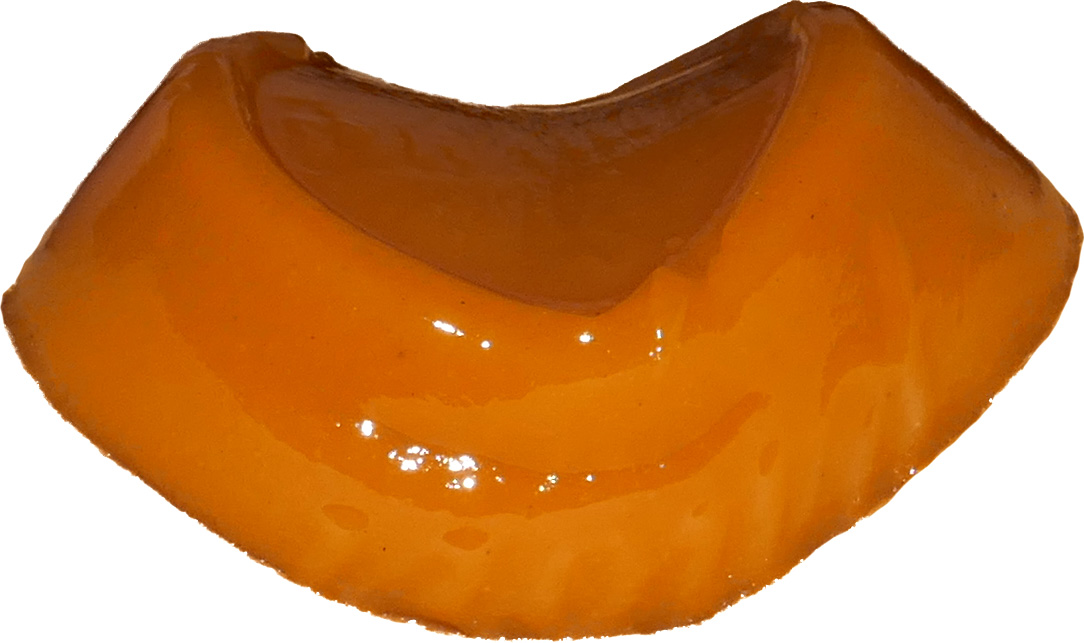

퐁(프랑스어: fond)은 "(요리의) 기반"이라는 뜻으로, 프랑스 요리에서는 보통 밑국물을 일컫는다. 육수를 내거나 그레이비 등 소스를 만들 때 쓴다. 고기나 채소 등을 굽거나 지지거나 볶아 조리한 뒤, 냄비나 팬 바닥에 육즙 등이 눌어 붙은 것, 또는 그것을 물이나 육수, 요리주 등으로 디글레이징한 액체를 "퐁"이라 부르기도 한다.